# Clark Equipment
Pour les articles homonymes, voir Clark.
La société Clark Equipment Company était un fabricant américain de matériels d'équipement industriels et de construction. La société a été créée à Buchanan, dans l'Etat du Michigan en 1916 par plusieurs associés dont Eugene B. Clark.

## Histoire

### Les origines
L'origine de la société remonte à 1903 avec la création de la société George R. Rich Manufacturing Company, à Chicago, dans l'Illinois par les dirigeants de la société Steel Company. En 1904, l'entreprise se transfère à Buchanan, au Michigan, car la chambre de commerce de la ville, pour attirer de nouvelles industries, offre des loyers très réduits pour les nouvelles implantations et une quasi gratuité pour l'alimentation électrique. 
Eugene B. Clark, un employé de Steel, signale que l'acier utilisé par Rich Manufacturing pour la fabrication de la perceuse ferroviaire Celfor Drill est défectueux. Il critique également la méthodologie de fabrication. Après avoir développé ses constatations et fait ses propositions de changement qui ont été mises en œuvre, il devient un partenaire important dans la société.
En 1916, la société Rich Manufacturing, renommée Celfor Tool, et Buchanan Electric Steel Company fusionnent pour former Clark Equipment Company. 
En 1917, Clark lance le Tructractor, un véhicule à trois roues, équipé d'un moteur à essence, destiné au transport de marchandise à l'intérieur de l'entreprise. C'est l'ancêtre du chariot de manutention. À la demande de plusieurs clients, Clark lance la fabrication industrielle de ces chariots et une division spéciale pour la fabrication de chariots élévateurs est créée en 1919, Clark Tructractor Company. Cette unité existe toujours sous le nom de Clark Material Handling Company.
Entre 1920 et 1960, Clark Equipment a racheté plusieurs sociétés mais, dans les années 1960, puis de nouveau dans les années 1980, beaucoup de ces entreprises ont été revendues. 
En 1935-1936, Clark construit un tramway PCC unique en aluminium qui a servi à Brooklyn et Queens, New York, jusqu'en 1956. Ce tramway est conservé au Trolley Museum de New York.
En 1942, Clark lance le Carloader, premier chariot élévateur électrique capable de travailler un poste complet sans devoir être rechargé.
En 1954, Clark Equipment ouvre une usine à Valinhos, au Brésil, pour produire des engrenages et des transmissions de camions pour le marché sud-américain. Cette usine a produit également des ascenseurs et construit des machines. L'usine brésilienne est restée le leader des transmissions mécaniques jusqu'en 1995, date à laquelle elle a été vendue à Eaton Corporation. 

## La fin de Clark
En mai 1992, Clark Equipment cède sa filiale Clark Material Handling à Terex pour 95 Millions de dollars. Clark Handling, leader dans la fabrication de chariots élévateurs, dispose de trois usines avec 1 400 employés et 210 concessionnaires dans le monde. En 1996, Terex revend Clark Material Handling pour 139,5 M$ au fonds de placement CMHC Acquisition Corporation, est une filiale de Citicorp Venture Capital Ltd. En 2004, le groupe familial sud coréen Young An rachète Clark Material Handling qui appartient ainsi à la famille Baik. En 1997, Clark Material Handling fabrique son millionième chariot élévateur qui, en 1998, rachète la division chariots élévateurs du constructeur coréen Samsung. 
En 1995, Clark Equipment est racheté par Ingersoll Rand qui le revend en 2007 au groupe sud-coréen Doosan International. La vente comprend toutes les activités d'équipement de la construction d'Ingersoll Rand comme Bobcat, les compresseurs d'air, les générateurs, les tours d'éclairage et les équipements de construction.